# Bentley Rapier
Bentley Rapier – samochód sportowy klasy luksusowej wyprodukowany pod brytyjską marką Bentley w 1996 roku.

## Historia i opis modelu
Po rodzinie modeli Java będącej najliczniej wyprodukowaną serią ze wszystkich Bentleyów zbudowanych na specjalne zamówienie sułtana Brunei, charakterystyczna stylistyka samochodu posłużyła jako inspiracja dla jeszcze jednej unikatowej konstrukcji. Bentley Rapier powstał jako kolejny element kilkutysięcznej kolekcji samochodów Hassanala Bolkiah.
Za wygląd zewnętrzny odpowiedzialne było brytyjskie studio projektowe Design Research Association. Masywna stylistyka łączyła łuki i ostre kształty, z agresywnie zarysowanymi reflektorami, dużą chromowaną atrapą chłodnicy i wyraźnie zarysowanymi nadkolami z szeroko rozstawionymi lampami. Rapier był dwudrzwiowym luksusowym coupe, z czterema niezależnymi fotelami w dwóch rzędach.
Jako bazę techniczną wykorzystano model Continental R, w stosunku do którego Bentley Rapier zyskał wydłużony rozstaw osi oraz podobny 6,75 litrowy benzynowy silnik typu V8 przenoszący moc na tylną oś za pomocą automatycznej skrzyni biegów. Różnica była w zwiększonej mocy, w takim samym zakresie jak w pokrewnym specjalnym modelu Camelot.

### Sprzedaż
Bentley Rapier powstał na specjalne, wyłączne zamówienie sułtana Brunei i wytwarzany był w brytyjskich zakładach zewnętrznego partnera w Warwick. Wszystkie 6 egzemplarzy powstało w 1996 roku, po czym zostały one lotniczo przetransportowane do prywatnej kolekcji monarchy.

### Silnik
- V8 6,75 l 542 KM